# Мерида, Йоланда
Йоланда Ноеми Алпуче Моралес, более известная как Йоланда Мерида (исп. Yolanda Noemi Alpuche Morales, mas cococido como Yolanda Merida; 20 августа 1929, Мерида, Юкатан, Мексика — 11 апреля 2012, Мехико, Мексика) — мексиканская актриса и мастер дубляжа. Свой псевдоним актриса взяла по месту её рождения.

## Биография
Родилась 20 августа 1929 года в Мериде в семье Серафина Алпуче и Кармен Моралес. У неё также есть брат Эдмунд, который является врачом-урологом. Дебютировала в 1951 году как театральная актриса и в течение десяти лет работала в трёх театрах. В 1959 году дебютировала в кино, а в 1970-х годах и в телесериалах; всего она приняла участие в 18 работах в кино, среди них присутствуют и телесериалы. В 1979 году она играет свою лучшую роль Рамоны в культовом телесериале «Богатые тоже плачут», после исполнения которой она стала известна всему миру, а в 1992 году — в РФ и странах СНГ. В 2003 году выходит сериал «Истинная любовь», который также был показан в РФ на телеканале РЕН-ТВ. Являлась мастером дубляжа и озвучивала таких актрис, как Бетт Дейвис и Кэтрин Хепбёрн.
Скончалась 11 апреля 2012 года в больнице Мехико от тромбоэмболии. На прощание актрисы пришли множество почитателей её творчества, среди них Одисео Бичир, Иоланда Вентура, Луис Вид и Аурора Клавель.

## Личная жизнь
Йоланда Мерида была замужем за испанцем Мануэлем Перес Феррейро. У пары родилось двое детей — Мэри Кармен и Мануэль Альберто.

## Фильмография

### Сериалы

#### Свыше 2-х сезонов
- 1985—2007 — Женщина, случаи из реальной жизни (18 сезонов)
- 2008—2010 — Роза Гваделупе — Эмма (6 сезонов)

#### Televisa
- 1976 — Моя маленькая сестра — Паулина.
- 1979 — Богатые тоже плачут — Рамона (дубл. Людмила Стоянова).
- 1983 — Свадьбы ненависти — Росарио.
- 1988 — Страсть и власть — Росарио.
- 1990 — Песня об одной любви — Анхела Перес.
- 1993 — Валентина — Ампаро де Перес.
- 1999—2000 — Три женщины — Ева де ла Парра.
- 2000 — Друзья навеки — Бригида Эскобар.
- 2003 — Истинная любовь — Хуана Домингес.
- 2008-09 — Благородные мошенники — Адела.
- 2010-11 — Когда я влюблён — Мануэла.

## Награды и премии

### Premios Calendario de Oro (2007)
| Категория     | Персона        | Результат |
| ------------- | -------------- | --------- |
| Лучший дубляж | Йоланда Мерида | Победа    |